# Metafruticicola naxianus
Metafruticicola naxianus is een slakkensoort uit de familie van de Hygromiidae. De wetenschappelijke naam van de soort is voor het eerst geldig gepubliceerd in 1832 door A. Ferussac.